# Ampelomeryx ginsburgi
Ampelomeryx
Genre
Espèce
Ampelomeryx ginsburgi, appelé le cerf-girafe, unique représentant du genre Ampelomeryx, est une espèce fossile de mammifères artiodactyles herbivores appartenant à la famille des Palaeomerycidae.
Ampelomeryx ginsburgi est l'une des quatre espèces nouvelles découvertes par les scientifiques du muséum de Toulouse dans le gisement de fossiles de Montréal-du-Gers exploré depuis 1988. Sur ce même site, une mâchoire a été retrouvée le 27/08/2023. 13 crânes ont aussi été retrouvés sur le site paléontologique espagnol d'Els Casots.
Son nom est choisi en hommage à Léonard Ginsburg, paléontologue français.

## Distribution
Cette espèce a été découverte à Montréal-du-Gers dans le Gers en France. Elle vivait à l'époque du Miocène (entre -23 et -5 millions d'années).

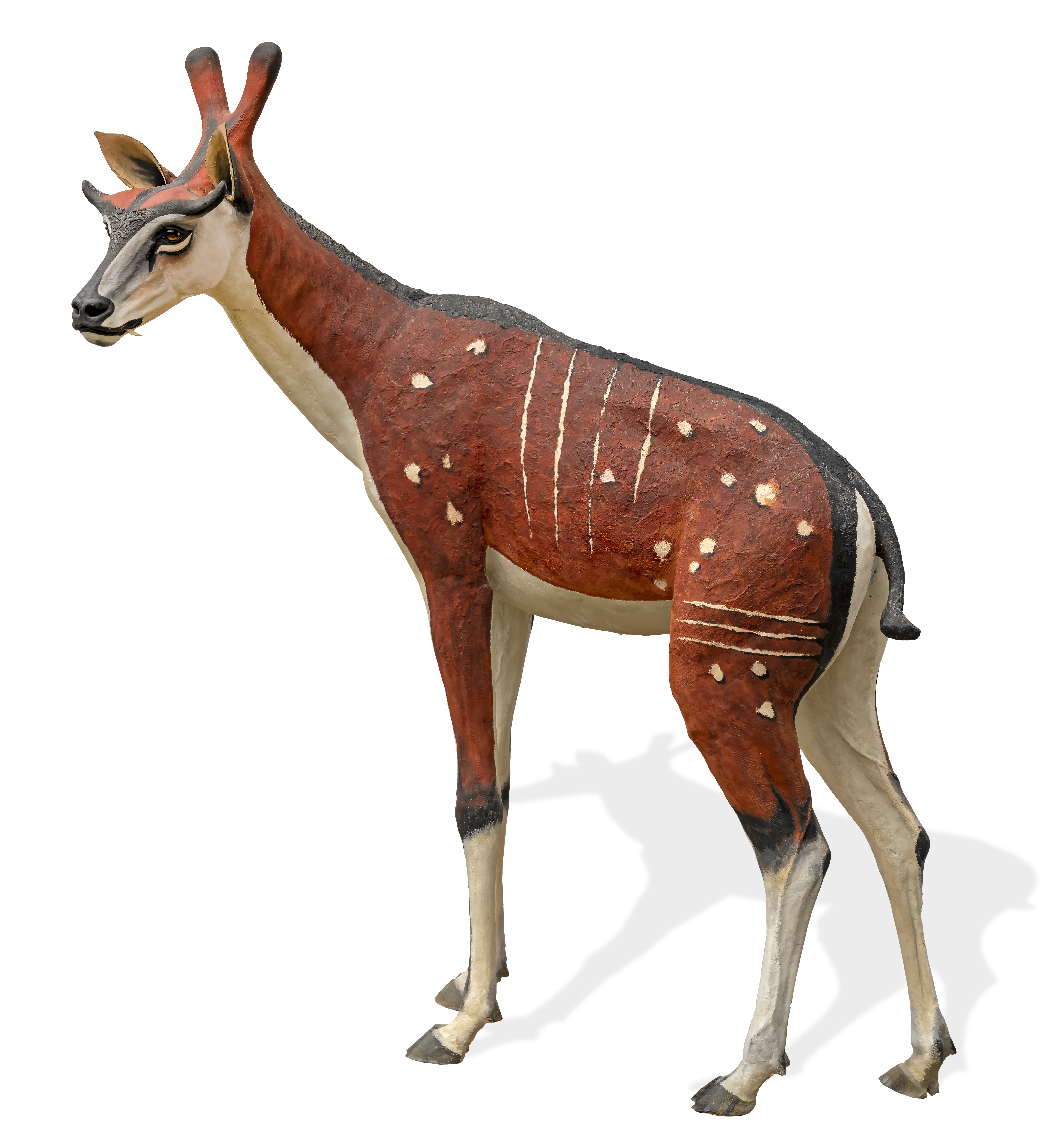
Ampelomeryx ginsburgi
reconstruction 3D grandeur nature

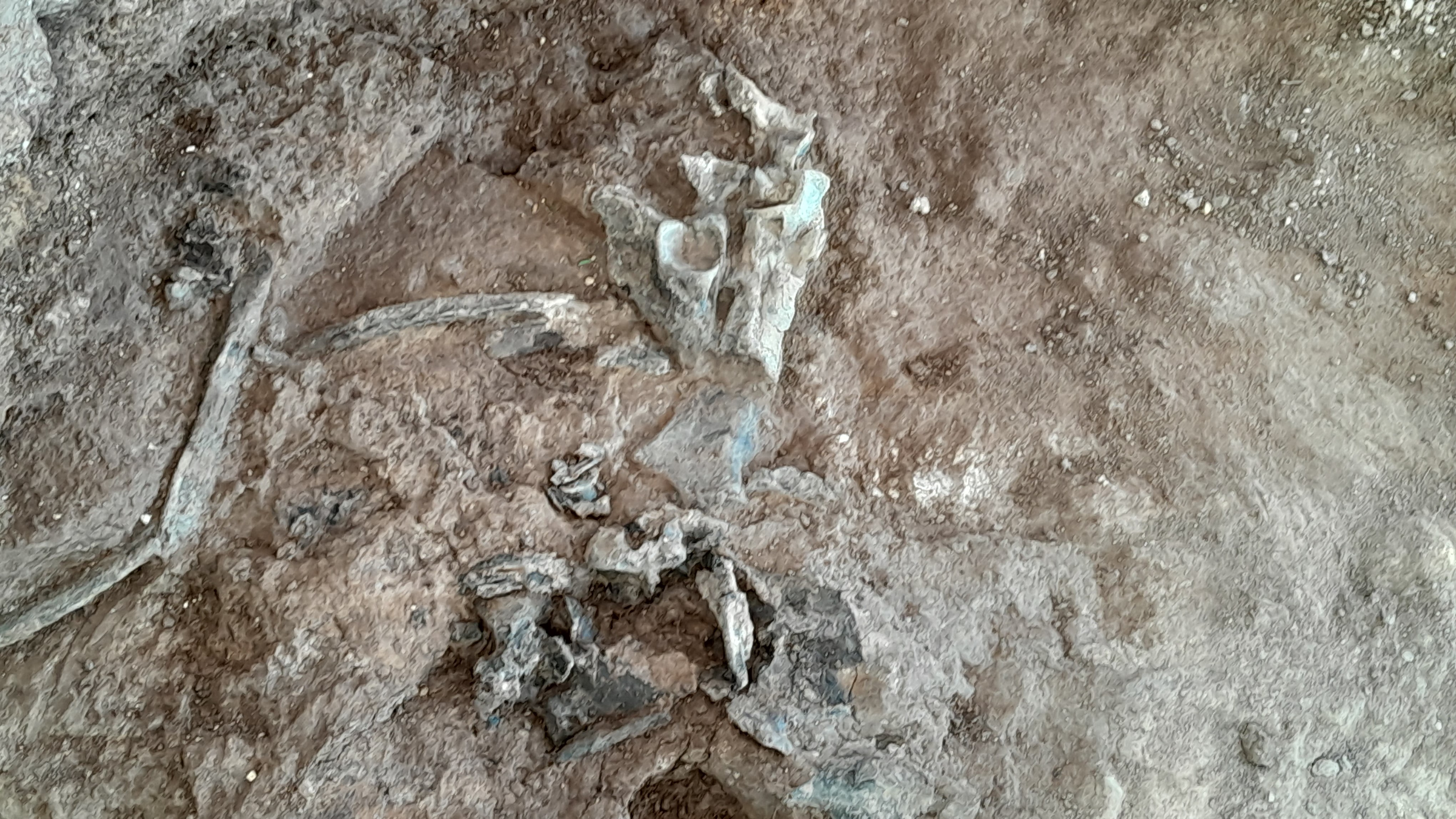
Squelette partiel d'Ampelomeryx (avec notamment un morceau de bassin au centre) découvert été 2023 à Montréal du Gers.
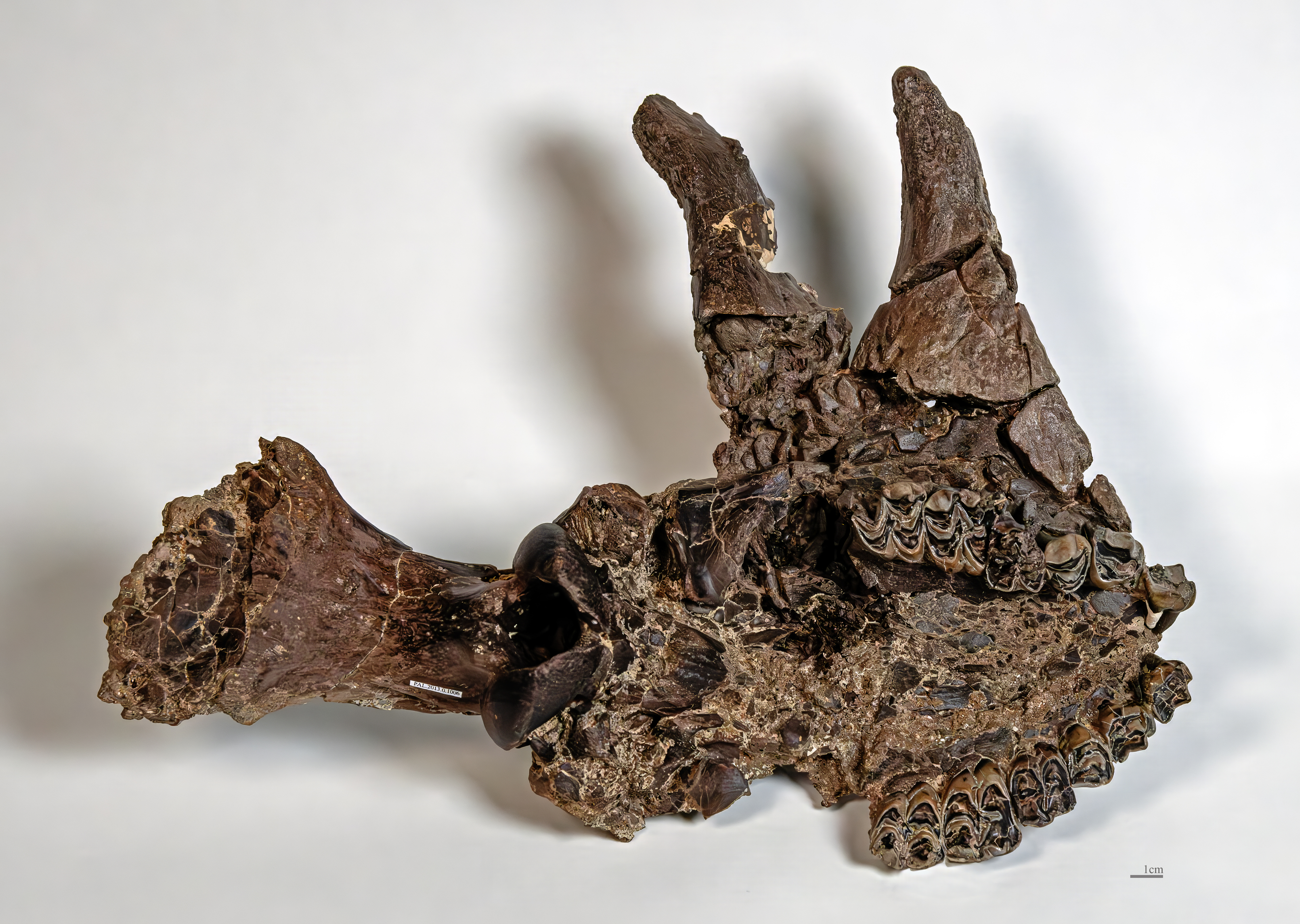
Paratype - Crâne vue inférieure  MHNT